# Lithurgini
Lithurgini — триба одиночных пчёл из подсемейства Megachilinae, насчитывающий 3 рода, 40 видов.

## Описание
Размер пчёл от мелких до крупных (5 - 21 мм). Некоторые американские виды  специализированы на опылении представителей семейства кактусов (Cactaceae).

## Распространение
Из трех родов два распространены только в Южной Америке. Род Lithurgus встречается более широко, а также представлены тремя видами в Южной и Центральной Европе.

## Классификация
- Триба Lithurgini
  - Род Lithurgus Latreille, 1825 - около 25 видов,  3 в Европе:[1]
    - Lithurgus chrysurus Fonscolombe, 1834
    - Lithurgus cornutus (Fabricius, 1787)
    - Lithurgus tibialis Morawitz, 1875

  - Род Microthurge Michener, 1983 - 4 вида, Южная Америка
  - Род Trichothurgus Moure, 1949 - 13 видов, Южная Америка